# La collana della regina
La collana della regina è un romanzo storico scritto da Alexandre Dumas nel 1850. Si colloca come secondo libro del Ciclo di Maria Antonietta e della Rivoluzione.

## Ciclo di Maria Antonietta e della Rivoluzione
- Giuseppe Balsamo (1848)
- La collana della regina (1850)
- Ange Pitou (1851)
- La contessa di Charny (1855)
- Il cavaliere di Maison-Rouge (1846)

## Edizioni
- Alexandre Dumas (padre), La collana della regina, traduzione di Marco Bellini, Pironti, 2001,  p. 738.